# جون موريسي (ملاكم)
جون موريسي (12 فبراير 1831 في جمهورية أيرلندا - 1 مايو 1878 بتروي في الولايات المتحدة) (بالإنجليزية: John Morrissey)‏ هو سياسي وملاكم أمريكي.